# Fortaleza de la Soledad
La Fortaleza de la Soledad es una fortaleza ficticia que aparece en los cómics estadounidenses publicados por DC Comics, comúnmente en asociación con Superman. Un lugar de consuelo y un cuartel general ocasional para Superman, la fortaleza se representa típicamente como una tundra helada, lejos de la civilización. Su predecesor, "Secret Citadel" de Superman, apareció por primera vez en Superman # 17, donde se decía que estaba construido en una montaña en las afueras de Metrópolis. En el número 58 (mayo-junio de 1949) se le conoce como la Fortaleza de la Soledad, a simple vista parece un castillo independiente y se dice que está ubicado en un "desierto polar". Cuando la Fortaleza reaparece en 1958 y por primera vez ocupa un lugar central en una historia ("La Súper-llave al Fuerte de Superman", Action Comics # 241 (junio de 1958)), vuelve a ser un complejo subterráneo en un acantilado montañoso.
Tradicionalmente, la Fortaleza de la Soledad se encuentra en el Ártico, aunque versiones más recientes de los cómics de Superman han colocado la Fortaleza en otros lugares, como la Antártida, los Andes y la selva amazónica. El público en general en el mundo de Superman desconoce o, en el mejor de los casos, solo es vagamente consciente de la existencia de la Fortaleza, y su ubicación se mantiene en secreto para todos menos los amigos y aliados más cercanos de Superman (como Lois Lane y Batman). Una marca registrada de la Fortaleza es que contiene una estatua conmemorativa de Jor-El y Lara, los padres kryptonianos de Superman, sosteniendo un globo del planeta Krypton. Aunque Superman tiene una vivienda en la Fortaleza, su residencia principal sigue siendo el apartamento de Clark Kent en Metrópolis. El concepto ártico de la Fortaleza de la Soledad fue creado por primera vez para el héroe de pulp Doc Savage durante la década de 1930.

## Versión original
El concepto y el nombre "Fortaleza de la Soledad" apareció por primera vez en las pulpas de Doc Savage en las décadas de 1930 y 1940. Doc Savage construyó su Fortaleza de la Soledad en el Ártico y se retiró solo a él para realizar nuevos avances científicos o médicos, y para almacenar tecnología peligrosa y otros secretos. El Superman de la Edad de Oro no tenía una fortaleza ártica, sino un "santuario de montaña" que estaba ubicado en una cadena montañosa en las afueras de Metrópolis. Aquí, Superman llevaba un diario, herramientas de gran tamaño para varios proyectos y otros equipos y trofeos.
La Fortaleza de la Edad de Plata de Superman, que debutó en 1958, también estaba ubicada en el Ártico y tenía propósitos similares. Construida en el lado de un acantilado escarpado, se podía acceder a la Fortaleza a través de una gran puerta de color dorado con un ojo de cerradura gigante, que requería una llave enorme para abrirla. La llave en forma de flecha era tan grande que solo Superman (u otro kryptoniano como Supergirl) podría levantarlo; cuando no estaba en uso, la llave se encontraba en una percha fuera de la Fortaleza, donde parecía ser un marcador de trayectoria de avión. Esto fue hasta que un piloto de helicóptero siguió la dirección de la flecha directamente hacia la entrada de la Fortaleza, lo que obligó a Superman a desarrollar una capa para camuflar la entrada y la llave (que ahora colgaba de soportes en su costado al lado de la puerta) y para asegurar que la Fortaleza sea secreta.
La Fortaleza contenía un zoológico alienígena, un diario de acero gigante en el que Superman escribió sus memorias (usando su dedo invulnerable, almohadillas táctiles de manos gemelas que registran los pensamientos al instante o visión térmica para grabar entradas en sus páginas), un robot que juega al ajedrez, equipo de ejercicio especializado, un laboratorio donde Superman trabajó en varios proyectos como el desarrollo de defensas para la Kryptonita, una computadora (del tamaño de una habitación), equipo de comunicaciones y habitaciones dedicadas a todos sus amigos, incluida una para que Clark Kent engañara a los visitantes. A medida que las historias continuaban, se reveló que la Fortaleza era donde se almacenaban los duplicados del robot de Superman. También contenía el proyector de la Zona Fantasma, varias piezas de tecnología alienígena que había adquirido en visitas a otros mundos y, al igual que la Batcave, trofeos de sus pasadas aventuras. De hecho, la Batcave y el propio Batman aparecieron en la primera historia de la Fortaleza. La Fortaleza también se convirtió en el hogar de la ciudad botella de Kandor (hasta que se amplió), y se reservó un apartamento en la Fortaleza para Supergirl.
Una descripción detallada de la Fortaleza y su contenido forma el trasfondo de DC Special Series # 26 (1981); "Superman y su increíble fortaleza de la soledad", en el que Superman inspecciona minuciosamente la fortaleza, sospechando que un enemigo ha colocado una bomba destructora de la Tierra dentro de ella. Otra aparición notable de esta versión de la Fortaleza fue en Superman Annual # 11 de 1985, una historia de Alan Moore y Dave Gibbons titulada "Para el Hombre que lo tiene todo", en la que sirvió como campo de batalla para Superman, Batman, Robin y Wonder Woman contra el aspirante señor supremo alienígena Mongul. Esta historia fue adaptada a la animación en la serie de televisión de 2004 Liga de la Justicia Ilimitada.
Además de Mongul, la Fortaleza ha sido irrumpida de forma independiente en varias ocasiones por los villanos Lex Luthor y Brainiac (Action Comics # 583 y Superman # 423) y Atomic Skull (DC Comics Presents # 35), entre otros. Según Action Comics # 261, Superman primero estableció fortalezas secretas en el espacio exterior y en el centro de la Tierra antes de establecerse en una ubicación ártica.
Además, Superman estableció una Fortaleza submarina de la Soledad, excavada en el costado de un acantilado submarino, en septiembre de 1958. La Fortaleza submarina, que supuestamente se encuentra en el fondo del Mar de los Sargazos a 28 grados de latitud norte, 50 grados de longitud oeste, cuenta con numerosas reliquias exóticas del océano y está equipado con sofisticados aparatos de monitoreo para permitirle a Superman mantenerse al tanto de los eventos que ocurren en los siete mares. Más tarde, Superman abandonó la Fortaleza submarina y la estructura ahora es utilizada por la gente sirena de Atlantis como un lugar de exhibición y una atracción turística.
La versión original de la Fortaleza de la Soledad hizo su última aparición en la historia no canónica (o "imaginaria") de 1986 "¿Qué pasó con el hombre del mañana?". En esta historia, bajo los constantes ataques de los enemigos que regresan, Superman va al suelo dentro de la Fortaleza, llevándose a sus amigos más cercanos con él para su protección. El villano androide Brainiac pronto asedia la Fortaleza con varios aliados, rodeándola y el territorio periférico con un campo de fuerza impenetrable para evitar que los compañeros héroes de Superman lo ayuden. Superman finalmente derrota a su verdadero adversario, Mister Mxyzptlk, pero luego, como se vio obligado a matarlo y eso contradice su promesa de no matar, decide exponerse a la kryptonita de oro para eliminar sus poderes y continúa su vida como un hombre normal.

## Versiones Post-Crisis
En la miniserie Man of Steel de John Byrne de 1986, que reescribió varios aspectos del mito de Superman, la persona de Clark Kent fue descrita como una "Fortaleza de la Soledad", ya que le permitió vivir como la persona común que se veía a sí mismo. como y dejar atrás al superhéroe de fama mundial. Este concepto a menudo se invocaba en historias posteriores, y una historia presentaba a Superman ocultando su identidad secreta a un telépata detrás de una puerta idéntica a la de la Fortaleza pre-Crisis. Para ese momento, sin embargo, se había reintroducido una Fortaleza más física.
En Action Comics Annual # 2 (1989), a Superman, en un exilio autoimpuesto al espacio, se le confió un artefacto kryptoniano llamado Erradicador, creado por su antepasado Kem-El. Dedicado a preservar Krypton, este dispositivo construyó una nueva Fortaleza en la Antártida como precursor de la recreación de Krypton en la Tierra. Superman rompió el control del Erradicador, pero mantuvo la Fortaleza como un lugar útil para emergencias. La primera aparición de esta nueva versión poscrisis de la Fortaleza fue en Adventures of Superman # 461 (diciembre de 1989).
Contenía muchos artefactos de la versión post-crisis de Krypton, sobre todo varios servidores robot (uno de los cuales, Kelex, se convirtió en un confidente de confianza) y un traje de batalla de la Tercera Edad de Krypton.
Esta Fortaleza fue lanzada a la Zona Fantasma como resultado de una batalla entre Superman, Lex Luthor y Dominus, un villano que jugaba con la mente de Superman y que también estaba atrapado en la Zona Fantasma. Sin embargo, sirvió como plantilla para la próxima Fortaleza, construida por Steel, que era un espacio extradimensional al que se accede a través de un vasto globo-rompecabezas. La Fortaleza ahora móvil fue reubicada en algún lugar de los Andes.
En la serie DC One Million (1998), la Fortaleza de la Soledad de Superman en el siglo 853 reside dentro de un teseracto ubicado en el centro del sol de la Tierra. En este momento, Superman ha vivido en un exilio autoimpuesto dentro de la Fortaleza durante más de 15.000 años.
Durante el arco de la historia de "For Tomorrow" en los cómics de Superman 2004-05, Wonder Woman abrió una brecha en la Fortaleza en un intento de enfrentarse a Superman, provocando que la Fortaleza se autodestruyera. Posteriormente, Superman estableció una nueva Fortaleza en un antiguo templo en un pueblo remoto en la Cordillera del Cóndor, en la frontera de Ecuador y Perú. Esta versión de la Fortaleza es visualmente similar a la primera "Ciudadela Secreta" de Superman # 17.
La versión final de la Fortaleza post-Crisis fue el hogar de Krypto y su cuidador de perros Ned (el último robot Superman que quedaba), y contenía una versión de Kandor, un portal a la Zona Fantasma, artefactos kryptonianos y extraterrestres e imágenes holográficas de Jor-El y Lara. El cuidador de la Fortaleza era Kelex, un robot kryptoniano que era descendiente del robot Kelex que servía a Jor-El.

### Crisis infinita
En el 2006 serie limitada Crisis Infinita, varios sobrevivientes del multiverso pre-Crisis; Superman de Tierra-2, Lois Lane de Tierra-2, Superboy de Tierra-Prime y Alexander Luthor Jr. de Tierra-3 establecieron una base en las ruinas de la Fortaleza Antártica luego de su escape de la "dimensión del paraíso" en la que habían estado atrapados desde el final de Crisis on Infinite Earths. Luego se reveló a partir de los recuerdos reprimidos de Power Girl de su vida en la Tierra-Dos que su primo Kal-L tenía su propia versión de la Fortaleza de la Soledad similar a la Fortaleza de su contraparte de la Tierra-Uno.

### "Un año después"
En el arco de la historia de 2006 "¡Arriba, arriba y lejos!", Superman recuperó un trozo de piedra solar kryptoniana, que Lex Luthor había usado para despertar un antigua nave de guerra kryptoniana. Superman se enteró de que Krypton le había enviado la piedra solar y la usó para construir una nueva fortaleza en el Ártico exactamente de la misma manera que en la película de 1978 de Superman. Sin embargo, planea restaurar la Fortaleza Peruana, incluso si está comprometida y ya no está en un lugar secreto, y planea más Fortalezas en todo el mundo. Esta versión de la Fortaleza se parece físicamente a las representaciones de películas y televisión, y Superman se comunica con Jor-El a través de construcciones de cristal como en la película de Superman y Smallville.

### The New 52
En septiembre de 2011, The New 52 reinició la continuidad de DC. En esta nueva línea de tiempo, la Fortaleza de la Soledad se ve por primera vez flotando en el espacio. Más tarde se revela que es la nave orbital de Braniac que Superman se había hecho cargo después de reprogramar físicamente al Coleccionista de Mundos. Se informa que esta fortaleza fue destruida en los cinco años entre el arco actual de Action Comics y el actual New 52, con la fortaleza actual una vez más en el Ártico. En New 52, Supergirl también tiene su propia fortaleza, conocida como Santuario, y está ubicada en las profundidades del océano. Esta fortaleza aparece por primera vez en Supergirl # 12 con su propósito explicado en Supergirl # 13. En Acción Comics# 15, se revela que Superman tiene una fortaleza a la que se refiere como su "base de Yucatán", una referencia a su fortaleza en la selva amazónica en la continuidad anterior.
Tras el descubrimiento de "Super Flare" de Superman, Kal-El se dirigió a la Fortaleza a través de una motocicleta robada debido a quemar sus poderes. Al intentar acceder a la Fortaleza, el A.I. no pudo reconocer a Kal-El debido a que su ADN cambió y se quitó por la fuerza su armadura kryptoniana. Meses después, se reveló que Vandal Savage era la persona responsable de alterar el ADN de Superman para alejar a Kal-El de la Fortaleza. Savage más tarde reunió todas sus fuerzas en la propia Fortaleza y la transportó a Metrópolis. Sin embargo, Superman pudo encontrar una "cura" temporal para su pérdida de energía al exponerse a la kriptonita como una forma de "quimioterapia" que quemó la radiación evitando que sus células absorbieran energía. Al borde de la muerte mientras intentaba detener a Savage, es atrapado por el brazo y disparado en la parte inferior del abdomen. Mientras caía del cielo creyendo que estaba a punto de morir, la kryptonita había terminado de quemar la radiación. La Fortaleza escaneó a Superman, confirmó que es Kal-El, se activó y se abrió, atrapó a Superman, restauró sus poderes a su punto máximo y le devolvió su armadura kryptoniana. Después de derrotar a Vandal Savage y sus hijos, Superman mueve la Fortaleza de regreso al círculo ártico.
Varios días después de la crisis, Superman usa el equipo médico de Fortaleza y la tecnología de inteligencia artificial para hacerle un examen físico completo y descubre que, como resultado de las acciones de Vándalo usando Kryptonite para quemar sus células infectadas, se está muriendo y tiene pocas semanas de vida.
Después de la muerte de Superman, el Pre-New 52 Superman pudo acceder a la Fortaleza ya que tanto él como el fallecido Superman comparten ADN idéntico, a pesar de que son de líneas de tiempo separadas. Superman lleva a su contraparte fallecida a la Fortaleza con la esperanza de usar la Matriz de Regeneración para revivirlo, como lo hizo el Erradicador en su línea de tiempo nativa. Sin embargo, en el universo New 52 de Tierra-Prime, no existe tal tecnología. Después de enterrar a su contraparte en Smallville, regresa a la Fortaleza y usa su visión de calor para crear una estatua de Superman de Tierra-Prime en honor a su camarada caído.
El Erradicador de Pre-New 52 finalmente llega a Tierra Prime y se instala en la Fortaleza.

## Otras versiones

### All-Star Superman
En la serie fuera de continuidad All-Star Superman, la Fortaleza está nuevamente ubicada en el Ártico. Superman ha reemplazado la llave gigante con una llave de tamaño normal que está hecha de material de estrella enana superdensa y pesa medio millón de toneladas, restringiendo su uso a aquellos con una inmensa fuerza sobrehumana. Tiene un equipo de robots trabajando en varios proyectos. La Fortaleza en sí contiene el Titanic, el transbordador espacial Columbia y un bebé Sun-Eater, así como recuerdos más grandes que la vida, similares a los objetos encontrados en la Batcave. También cuenta con varias instalaciones científicas, incluido un telescopio de tiempo que puede recibir breves mensajes crípticos con una recepción de calidad limitada desde el futuro.

### Tierra Uno
En la serie de novelas gráficas Superman: Tierra Uno, la Fortaleza de la Soledad fue construida por la I.A de la nave krytoniana de Superman, utilizando el sistema de cuevas del Ártico.

## Otros medios

### Televisión

#### Animación

##### Súper Amigos
La Fortaleza tiene varias apariciones en la serie animada Súper amigos. Se dice que la versión de Super Friends de la Fortaleza de la Soledad está ubicada "en una región desierta del Ártico helado". En el episodio "Terror a 20.000 brazas", Superman le da a Aquaman, los Gemelos Fantásticos y Gleek una visita guiada a la Fortaleza mostrando muchas estructuras como la Ciudad Botella de Kandor. En un episodio de 1980 titulado "Journey into Blackness", que decía que la Fortaleza estaba ubicada "en un área congelada y desolada del Polo Norte", Superman detecta un agujero negro que se dirige hacia la Tierra usando un telescopio en la Fortaleza. En un episodio de 1980 titulado "La venganza de Bizarro", Superman va a su Fortaleza de la Soledad para detener a Bizarro y devolver a los Bizarro Super Friends a la normalidad con un rayo Anti-Bizarro. Un episodio de 1981 titulado "Evil From Krypton" mostraba la Fortaleza con un exterior algo cristalino y sin la llave gigante, que recuerda a sus apariciones en películas. En un episodio de 1986 titulado "La muerte de Superman", la Fortaleza se parece más a la anterior a la versión de cómic Crisis, incluida una llave amarilla gigante cuyo uso requirió los esfuerzos combinados de Green Lantern, Wonder Woman y Cyborg.

##### Universo animado de DC
Superman: la serie animada y Liga de la Justicia Ilimitada presentan una versión ligeramente alterada, con la Fortaleza ubicada en el océano debajo de la tundra ártica; El acceso se obtuvo zambulléndose en el agua del Ártico y emergiendo en una abertura dentro de la Fortaleza. Esta versión contenía un zoológico alienígena que alberga formas de vida extraterrestres salvadas de la nave del Preservador y algunos equipos informáticos, junto con una esfera de información Brainiac robada de su nave espacial secuestrada justo antes de que fuera destruida, que Superman usa para acceder a información sobre Krypton. La fortaleza también contiene esculturas masivas de los padres biológicos de Superman, Jor-El y Lara, que sirven como monumentos a Krypton.
La Fortaleza de la Soledad es también un escenario importante para el episodio de Justice League Unlimited " Para el hombre que lo tiene todo ". Allí tuvo lugar una pelea con el señor de la guerra Mongul, después de que entregó un parásito capaz de hipnosis a Superman y fue detectado por Batman y Wonder Woman. En esta versión, el nombre "Fortaleza de la Soledad" fue dado por el profesor Emil Hamilton en un comentario sarcásticamente humorístico mientras visitaba la Fortaleza en un episodio.
En el futuro de Batman del futuro, se revela que un Starro del zoológico intergaláctico de la Fortaleza se aferró a Superman años antes y controló sutilmente sus acciones desde entonces, incluyendo permitir que toda una población de las criaturas se reproduzca en una de las cámaras acuáticas. La Liga de la Justicia del futuro viaja a la Fortaleza donde Starros se hace cargo de ellos, hasta que Batman puede liberar a Superman y al resto de la Liga de su control. Luego, la Liga envía a la población de Starro a través de un tubo boom de regreso al mundo de donde vino el Starro original.

##### Legion of Super Heroes
La Fortaleza también aparece en la serie animada Legion of Super Heroes. Aparece en el episodio llamado "Mensaje en una botella". En ese episodio, la Legión persigue a Imperiex hasta la Fortaleza, donde se encoge para entrar en Kandor y robar la tecnología kryptoniana antigua muy avanzada inventada por Jor-El.

##### Young Justice
En el episodio de Young Justice, "Failsafe", la Fortaleza de la Soledad aparece en las imágenes de satélite de Robin como un lugar que estaba siendo investigado por invasores alienígenas.

##### Justice League Action
En el episodio "Field Trip" de Justice League Action, Superman le da a Blue Beetle, Firestorm y Stargirl un recorrido por la Fortaleza de la Soledad.

##### Mis aventuras con Superman
En el episodio "More Things in Heaven And Earth" de Mis aventuras con Superman, la nave es tomada por el grupo de Amanda Waller para recolectar su tecnología, hasta ser derrotados por Superman, Jimmy Olsen y Lois Lane.

### Acción en vivo

#### Lois y Clark: Las nuevas aventuras de Superman
En Lois & Clark: Las nuevas aventuras de Superman, la "Fortaleza" estaba notoriamente ausente, presumiblemente porque el objetivo de la serie era explorar la idea de que Clark Kent era la verdadera identidad y Superman simplemente era el disfraz (por lo tanto, el personaje habría inútil para una fortaleza de otro mundo). En los números anteriores de la renovación de John Byrne de Superman, la Fortaleza también estuvo ausente, por lo que el programa probablemente siguió su ejemplo.
En la tradición de este enfoque, la Fortaleza de la Soledad era el nombre de la casa del árbol de la infancia de Clark Kent en el episodio de la primera temporada "The Foundling".

#### Smallville
En la serie americana Smallville, la fortaleza se crea uniendo las 3 piedras del conocimiento, aparece por primera vez en el último capítulo de la cuarta temporada, en adelante se ve más a fondo como es y su historia, curiosamente en el 2º capítulo, en una charla con Lana, Superman dice que su padre llama al lugar que le construyó a Clark "Fortaleza de la Soledad", posible origen del nombre.

#### Arrowverso

##### Supergirl
La Fortaleza aparece en el episodio de Supergirl, "Soledad". Al igual que en los cómics, se abre con una llave de materia estelar enana masiva (aproximadamente 1 metro (3,3 pies) de largo y 20 centímetros (7,9 pulgadas) de espesor) y parece estar construido a partir de cristal o hielo. Contiene la nave espacial de Kal-El, la estatua de sus padres, un Legion Flight Ring y al menos un sirviente robótico llamado Kelex. Superman había invitado a Kara allí varias veces, pero ella siempre se negaba, por miedo a ser superada por la nostalgia. La hermana de Kara, Alex Danvers, también menciona que el primo de Kara usa la fortaleza como una base donde puede comunicarse con sus ancestros kryptonianos. Kara finalmente va allí con James Olsen para buscar información sobre Indigo.
En "Myriad", Kara visita la fortaleza buscando el paradero de Kal-El y el propósito del programa Myriad. Cuando Kelex se niega a darle información, la fortaleza desencadenó un holograma de su madre del que ella le explicó sobre la programación de Myriad. En "Los últimos hijos de Krypton", Superman y J'onn J'onzz visitan este lugar para encontrar información sobre Metallo. En el episodio "El lugar más oscuro", Hank Henshaw / Cyborg Superman obtiene acceso a la Fortaleza y usa la sangre de Kara que Cadmus drenó de ella para acceder al archivo de la Fortaleza para obtener información sobre el Proyecto Medusa. En "Myriad", Kara fue a la Fortaleza para buscar información sobre el Proyecto Medusa y un holograma de su padre le contó todo sobre el proyecto.
En "Mr. & Mrs. Mxyzptlk", Kara atrae a Mxyzptlk a la fortaleza para engañarlo con una secuencia de autodestrucción falsa y hacerle escribir el código de aborto que resultó ser su nombre al revés para obligarlo a regresar a su dimensión.
En "Distant Sun", Mon-El y Kara deciden hablar con su madre Rhea en la fortaleza sobre cancelar la recompensa por la cabeza de Supergirl. Ella se negó y atacó a Supergirl con dagas de kriptonita, casi matándola. Mon-El interrumpió y decidió ir con su madre para salvar la vida de Kara.
En "Resist", durante la invasión daxamita en la Tierra, Cadmus y DEO proponen una alianza para detener a los invasores y salvar a Lena Luthor y Mon-El de Rhea. Kara, Lilian Luthor y Hank Henshaw ingresan a la Fortaleza para activar el proyector de la Zona Fantasma para abordar la nave Daxamite. Después de salvarlos, solo Lena, su madre y Hank regresan a la Fortaleza, donde Lilian traicionó a Kara y Mon-El para dejarlos atrás. Sin embargo, Kara esperaba su traición y su amiga Winn Schott Jr. coloque un dispositivo contra insectos en Henshaw antes de la operación de rescate como medida de precaución. Ella activó el dispositivo para obligarlo a reactivar el proyector para sacar a Mon-El de la nave espacial, mientras se quedaba atrás para enfrentar a Rea.
En "Sin embargo", ella persistió a Kara y Kal-El, son llevados a la Fortaleza por Alex para ser curados después de su brutal pelea cuando Superman fue envenenado con kryptonita de plata por Rhea, alucinando y pensando que estaba luchando contra el General Zod. Kal-El luego ingresa a la base de datos para encontrar una manera de detener la guerra de Daxamite y la encuentra en forma de ritual de lucha llamado Dakkar-Ur. La Fortaleza también aparece en los episodios de la cuarta temporada donde Nia Mal usa este lugar para su entrenamiento.
En el episodio de la quinta temporada "Tremors", Kara y Lena van a la Fortaleza para encontrar una de las armas confiscadas de Luthor para lidiar con el ser alienígena Rama-Khan, quien viene a desafiar a Supergirl y Lena antes de que sea derrotado y escape. Lena toma a Myriad, revela que usó a Supergirl para obtenerlo y la atrapa en una defensa de protocolo reprogramada mientras escapa con un portal de transmateria en el escondite de Lex, Monte Norquay.
En "Deus Lex Machina", Supergirl usa Myriad en la Fortaleza para encontrar a las personas que están atrapadas en la realidad virtual, pero Sun-Eater la incapacita, que es liberada por Morae, un agente de Leviatán que se infiltró bajo las órdenes de Lex Luthor. Morae luego es capturada por Supergirl y sus amigos. Más tarde, Lex ingresa a la Fortaleza utilizando el portal de transmateria al encontrar sus coordenadas. Más tarde se revela en "El eslabón perdido" que robó anillos para Rama Khan para matar a Supergirl.

##### Superman & Lois
En el episodio de Superman & Lois, "Pilot", Clark revela que trajo a Jonathan para verificar si Jonathan tenía habilidades sobrehumanas después de mostrar un talento natural para los deportes. Sin embargo, las pruebas de la Fortaleza dijeron que era poco probable. En el episodio "Heritage", Clark había llevado a Jordan a la Fortaleza después de que manifestó algunas habilidades y deseaba probar para obtener más información. Sin embargo, la I.A. de Jor-El concluyó que los poderes de Jordan eran el resultado de breves brotes y que su ADN humano lo limitaría. Clark le dice a Lois que llevará a Jordan a la Fortaleza, cuando los poderes de Jordan estallan sin control. la I.A. le dice a Clark que Jordan sentirá dolor hasta que aprenda a controlar su súper audición. En el episodio "Loyal Subjekts", Clark revela que, en algún momento, estuvo expuesto a tanta kryptonita que necesitaba ir a la Fortaleza para curarse quemando su sistema y dado que los pulmones de Jordan se estaban congelando debido a la segunda. exposición de la mano a la kryptonita sintética del Proyecto 7734, Clark llevó a Jordan a la Fortaleza para que lo curara. Allí, Jor-El A.I. le dijo a Clark que tenía que ser quemado del sistema de Jordan para que se curara. En el episodio "Oh madre, ¿dónde estás?", Kal-El fue a la Fortaleza para hablar con Jor-El A.I. sobre la revelación de que Tal-Rho es su medio hermano materno. Mientras los dos hablaban, Jor-El reveló que revertir el Erradicador estaba más allá de su conocimiento. En el episodio "Una breve reminiscencia entre eventos cataclísmicos", los flashbacks revelan que después de la muerte de Jonathan Kent Sr., Clark llegó a la Fortaleza para conocer sus habilidades. Más tarde, en la Fortaleza, Clark le pidió a Lois que se casara con él. En el presente, Tal-Rho siguió a Clark a la fortaleza y lo puso en trance donde siguió reviviendo sus recuerdos. Cuando Clark se despertó, Tal destruyó el holograma de Jor-El. En el episodio "The Thing in the Mines",  el Mundo Inverso de Kal-El voló a la Fortaleza después de luchar contra Superman, donde se quitó la armadura después de sufrir daños durante la pelea. En el episodio "Anti-Hero", para proteger a su contraparte del Mundo Inverso de ser asesinado por Mitch Anderson, Superman le dio a Anderson las coordenadas de la Fortaleza en lugar de la fortaleza de Tal-Rho, donde en realidad estaba. Los soldados fueron a la Fortaleza y descubrieron la armadura de la contraparte de Superman, lo que llevó a Anderson a concluir que estaban trabajando juntos.
En el episodio 7 de la temporada 2, se reveló que esta versión de la Fortaleza de la Soledad estaba ubicada en 76.2 Norte y 100.4 Oeste, que resulta ser el Parque Nacional Qausuittuq en Canadá, cerca del Océano Ártico.

#### Krypton
La Fortaleza de la Soledad es fundamental en la historia de Krypton. Seg-El, el abuelo de Kal-El, visita la Fortaleza con su madre, Charys-El, para encontrar la investigación perdida de Val-El, el abuelo de Seg-El, después de que Adam Strange le pide a Seg-El que encuentre la Fortaleza para detener a Brainiac, destruyendo Krypton y alterando la línea de tiempo para evitar el nacimiento de Kal-El, 200 años después. Mientras tanto, Nyssa-Vex y Jayna-Zod están tratando de encontrar la Fortaleza para evitar que la información sobre la vida en otros planetas llegue al público. El Val holográfico se le aparece a Seg y otros aliados para ayudar a exponer y detener el intento de Brainiac de "embotellar" la ciudad de Kandor. Seg y Brainiac terminan atrapados en el proyector Zona Fantasma en la Fortaleza, mientras que el verdadero Val-El es llevado a Krypton por el General Zod, quien destruye el proyector. En la segunda temporada, Seg y Nyssa llegan a la Fortaleza vacío para eliminar los nanites de Brainiac en el tronco cerebral de Seg. Después de eliminarlos, Brainiac corrompe la imagen de Val-El, trae la nave y se teletransporta con el hijo de Seg y Nyssa, Jor-El, y sale de Krypton en algún lugar del espacio.

### Película

#### Serie de películas originales (1978-2006)
En Superman y sus secuelas (a excepción de Superman III, en el que no apareció), la Fortaleza es creada por un cristal que Jor-El encerró en la nave espacial de Kal-El. El cristal lleva al adolescente Clark Kent a un campo de hielo donde es "plantado" por Clark, después de lo cual se derrite en el hielo y crece hasta convertirse en un enorme edificio cristalino, similar a la arquitectura cristalina que se muestra en Krypton al comienzo de la película. Esta fortaleza también se usó para comenzar el entrenamiento de 12 años de Kal-El para convertirse en Superman. Esta Fortaleza contiene numerosos "cristales de memoria" que se pueden usar para acceder a la inteligencia artificial y el holograma de Jor-El, grabaciones holográficas interactivas de Lara y otros kryptonianos, y una cámara que usa radiación solar roja para despojar a los kryptonianos de sus superpoderes.
En la versión de Richard Donner de Superman II, la Fortaleza es destruida por Superman cuando su existencia fue revelada a Lex Luthor y su secuaz, Eve Teschmacher. Sin embargo, Superman luego retrocede en el tiempo (al estilo Superman de 1978), por lo que técnicamente la Fortaleza está completamente intacta, mientras que Zod, Ursa y Non regresan a la Zona Fantasma.
En Superman Returns, la Fortaleza sigue la misma fórmula que las películas anteriores, pero entra en más detalles sobre los orígenes de cristal de la Fortaleza y la arquitectura kryptoniana. Lex Luthor intenta usar cristales de memoria que le robó para crear una nueva masa de tierra en lugar de América. Se hace una observación (siguiendo a Superman II) de que actúa como si hubiera estado allí antes. Los cristales que alimentan la Fortaleza se perdieron cuando el asistente de Lex Luthor los dejó caer en el helicóptero que escapaba al océano. El libro de enlace, Superman Returns: The Visual Guide enumera la Fortaleza como sentada en el "Plano abisal de Fletcher".

#### Universo extendido de DC
- La película de 2013 El hombre de acero describe la Fortaleza de la Soledad como una nave exploradora kryptoniana que se estrelló en la Tierra hace miles de años (según el cómic de El hombre de acero, que se revela a causa de una pelea entre Kara Zor-El y Dev-Em),[14] con tecnología alienígena muy avanzada. Uno de estos a bordo es una Cámara Génesis estándar que se puede usar para repoblar a los kryptonianos para puestos de avanzada y varios robots kryptonianos más pequeños, uno que casi mató a Lois Lane pero fue salvada por Kal-El. Mientras pilotaba la nave lejos del ejército estacionado en la isla de Ellesmere, Kal-El accede a varios hologramas en la Fortaleza para conocer sus orígenes kryptonianos. Después de que Zod y sus fuerzas comienzan el ataque a la Tierra, Zod accede a la nave con su propia tecla de comando, luego la usa para borrar la I.A. de Jor-El y lanza la nave hacia Metrópolis para poblar una Tierra terraformada y un Krypton renacido. Sin embargo, Kal-El (ahora conocido como Superman) destruyó el control de la Nave Scout y la envió estrellándose contra Metrópolis, destruyendo la estéril Cámara Génesis en el proceso.

- En la película de 2016 Batman v Superman: Dawn of Justice, 18 meses después de lo que el mundo ha llamado el "Evento Black Zero", el gobierno de EE. UU. ha construido una instalación alrededor de la nave naufragada y está intentando acceder a ella con fines de investigación. Después de que Lex Luthor convence a Finch, una senadora de EE. UU. de que puede convertir la kryptonita en un arma para usarla como "disuasivo" contra Superman, le otorga acceso a la nave y a los restos del general Zod para su análisis. Lex, sin embargo, usa un fragmento de kryptonita para cortar las huellas dactilares de Zod y luego colocarlas en sus propias manos para que la nave las escanee, lo que le permite analizar completamente acceder a la nave. La I.A. de la nave le informa a Lex que la nave solo estaba operando con una eficiencia del 37% y le informa sobre la base de datos kryptoniana. El control de la nave por parte del General Zod fue finalmente anulado por Lex, quien luego sumergió al cuerpo de Zod en la cámara de parto junto con una gota de su propia sangre para crear el monstruo Doomsday. Después de que Superman no logra matar a Batman, Lex desata a Doomsday dentro de la nave, pero el monstruo es detenido por Superman, quien lo arroja fuera de la nave para continuar la lucha. Luego, Lex es arrestado por el equipo SWAT de Metropolis que ingresó a la nave después de que Batman los contactó, donde lo vieron conversando con Steppenwolf y posteriormente es arrestado. Tras la muerte de Superman, la nave todavía está presente durante el memorial de Superman. Se desconoce si el gobierno de EE. UU. ha obtenido más acceso a la nave.

- En la película de 2017, Liga de la Justicia, la Nave Scout vuelve a desempeñar un papel importante en la resurrección de Superman, ya que Silas Stone y S.T.A.R. Labs han sido traídos para estudiar la nave. Después de descubrir que la tercera y última Caja Madre está con Cyborg, Bruce Wayne propone que la tecnología alienígena avanzada en su interior puede usarse para traer de vuelta a Superman si ese poder puede canalizarse a través del cuerpo de Superman. Después de la protesta inicial de Diana (Wonder Woman), el equipo decide seguir adelante con el plan. Después de que Cyborg y Flash desenterraron el cadáver de Clark y ayudaron a transportarlo dentro de la instalación segura, se revela que durante los eventos de Batman v Superman: Dawn of Justice, Lex Luthor quemó los circuitos internos de la nave mientras creaba Doomsday, lo que provocó que Flash cargara voluntariamente la Caja Madre mediante electricidad estática. Cuando Aquaman deja caer la Caja Madre sobre el cadáver sumergido en la solución de electrolitos de la nave, Flash carga la caja ganando carga con la carrera. Tienen éxito, ya que ayuda a resucitar a Superman, aunque no tiene recuerdos de su pasado y rápidamente se vuelve hostil hacia el grupo. Sin vigilancia, Steppenwolf recupera la última Caja Madre que se encuentra fuera de las instalaciones transportándola a través de un Boom Tube.

- - El corte del director de 2021, Liga de la Justicia de Zack Snyder, muestra que la Liga decide resucitar a Superman con menos retroceso, aunque la I.A. de la nave advierte a Cyborg que no proceda, ya que siente consecuencias como que el Superman resucitado cae bajo el control de Darkseid. Clark regresa a la nave después de visitar la casa de su infancia con Lois y recuperar sus recuerdos, eligiendo una variante de color negro de su traje antes de unirse al resto de la Liga para luchar contra Steppenwolf en Rusia. Posteriormente, Ryan Choi es designado por S.T.A.R. Labs para hacerse cargo de la supervisión de la nave después de que Silas se sacrifique para ayudar a la Liga a localizar a Steppenwolf.

### Videojuegos
En el videojuego The Death and Return of Superman para SNES, la Fortaleza de la Soledad se muestra en una de las escenas.
La Fortaleza de la Soledad es una ubicación en Mortal Kombat vs. DC Universe. Su apariencia se basa en las películas de Donner-Singer, pero con algunas imágenes adicionales que incluyen estatuas de hielo de Jor El y Lara sosteniendo Krypton, y una imagen de Jor-El detrás de un cristal. Este mismo diseño de fortaleza se muestra en DC Universe Online MMORPG, y es utilizado por Batman y Lex Luthor como último bastión contra las fuerzas de Brainiac. Se utilizó un diseño similar en Injustice: Dioses entre nosotros.
La Fortaleza de la Soledad aparece en Lego Batman 3: Beyond Gotham.